# 馬特斯堡
馬特斯堡（德語：Mattersburg，德語發音：[ˈmatɐsˌbʊʁk] ⓘ；舊稱Mattersdorf）是奧地利布尔根兰州的一個城市。該城是馬特斯堡區的行政中心，也是奧地利足球超級聯賽球隊馬特斯堡足球俱樂部的主場所在城市。